# Liga Campionilor 2001-2002
Liga Campionilor UEFA, sezonul 2001-2002 a fost cea de a 44-a editie a Ligii Campionilor UEFA.

## Turul 1 preliminar
| Echipa 1         | Scor gen. | Echipa 2            | Tur | Retur |
| ---------------- | --------- | ------------------- | --- | ----- |
| Araks Ararat     | 0-3       | Sheriff Tiraspol    | 0-1 | 0-2   |
| Linfield         | 0-1       | Torpedo Kutaisi     | 0-0 | 0-1   |
| Bohemian         | 3-0       | Levadia Tallinn     | 3-0 | 0-0   |
| F91 Dudelange    | 2-6       | Skonto              | 1-6 | 1-0   |
| Levski Sofia     | 4-0       | Željezničar         | 4-0 | 0-0   |
| VB Vágur         | 0-5       | Slavia Mozyr        | 0-0 | 0-5   |
| Valletta         | 0-5       | Haka                | 0-0 | 0-5   |
| Sloga Jugomagnat | (a)1-1    | FBK Kaunas          | 0-0 | 1-1   |
| KR Reykjavík     | 2-2(a)    | KS Vllaznia Shkodër | 2-1 | 0-1   |
| Barry Town       | 3-0       | Shamkir             | 2-0 | 1-0   |

## Turul 2 preliminar
| Echipa 1         | Scor gen. | Echipa 2             | Tur | Retur    |
| ---------------- | --------- | -------------------- | --- | -------- |
| Haka             | 3-1       | Maccabi Haifa        | 0-1 | 3-0*     |
| Șahtar Donețk    | 4-2       | Lugano               | 3-0 | 1-2      |
| Omonia           | 2-3       | Steaua Roșie Belgrad | 1-1 | 1-2      |
| Ferencvárosi TC  | 0-0(p)    | Hajduk Split         | 0-0 | 0-0(aet) |
| Porto            | 9-3       | Barry Town           | 8-0 | 1-3      |
| Maribor          | 1-6       | Rangers              | 0-3 | 1-3      |
| Galatasaray      | 6-1       | Vllaznia             | 2-0 | 4-1      |
| Slavia Mozyr     | 0-2       | Inter Bratislava     | 0-1 | 0-1      |
| Anderlecht       | 6-1       | Sheriff Tiraspol     | 4-0 | 2-1      |
| Torpedo Kutaisi  | 2-4       | Copenhaga            | 1-1 | 1-3      |
| Levski Sofia     | (a)1-1    | Brann                | 0-0 | 1-1      |
| Skonto           | 1-3       | Wisła Kraków         | 1-2 | 0-1      |
| Bohemians        | 1-4       | Halmstad             | 1-2 | 0-2      |
| Steaua București | 5-1       | Sloga Jugomagnat     | 3-0 | 2-1      |

* The second leg finished 4–0 to Maccaba Haifa but was awarded 0–3 against them for fielding a suspended player.

## Turul 3 preliminar
| Echipa 1             | Scor gen. | Echipa 2          | Tur | Retur    |
| -------------------- | --------- | ----------------- | --- | -------- |
| Șahtar Donețk        | 1-5       | Borussia Dortmund | 0-2 | 1-3      |
| Lokomotiv Moscova    | 3-2       | Tirol Innsbruck   | 3-1 | 0-1      |
| Steaua București     | 3-5       | Dynamo Kyiv       | 2-4 | 1-1      |
| Haka                 | 1-9       | Liverpool         | 0-5 | 1-4      |
| Hajduk Split         | 1-2       | Mallorca          | 1-0 | 0-2(aet) |
| Steaua Roșie Belgrad | 0-3       | Bayer Leverkusen  | 0-0 | 0-3      |
| Wisła Kraków         | 3-5       | Barcelona         | 3-4 | 0-1      |
| Copenhaga            | 3-5       | Lazio             | 2-1 | 1-4      |
| Inter Bratislava     | 3-7       | Rosenborg         | 3-3 | 0-4      |
| Halmstad             | 3-4       | Anderlecht        | 2-3 | 1-1      |
| Slavia Praga         | 1-3       | Panathinaikos     | 1-2 | 0-1      |
| Galatasaray          | 3-2       | Levski Sofia      | 2-1 | 1-1      |
| Ajax                 | 2-3       | Celtic            | 1-3 | 1-0      |
| Porto                | 5-4       | Grasshopper       | 2-2 | 3-2      |
| Parma                | 1-2       | Lille             | 0-2 | 1-0      |
| Rangers              | 1-2       | Fenerbahçe        | 0-0 | 1-2      |

## Faza grupelor
| Team           | Pld | W | D | L | GF | GA | GD | Pts |
| -------------- | --- | - | - | - | -- | -- | -- | --- |
| Real Madrid    | 6   | 4 | 1 | 1 | 13 | 5  | +8 | 13  |
| Roma           | 6   | 2 | 3 | 1 | 6  | 5  | +1 | 9   |
| Lokomotiv Mos. | 6   | 2 | 1 | 3 | 9  | 9  | 0  | 7   |
| Anderlecht     | 6   | 0 | 3 | 3 | 4  | 13 | -9 | 3   |

| Matchday One      |     |                   |
| Lokomotiv Moscova | 1–1 | Anderlecht        |
| Roma              | 1–2 | Real Madrid       |
| Matchday Two      |     |                   |
| Anderlecht        | 0–0 | Roma              |
| Real Madrid       | 4–0 | Lokomotiv Moscova |
| Matchday Three    |     |                   |
| Real Madrid       | 4–1 | Anderlecht        |
| Roma              | 2–1 | Lokomotiv Moscova |
| Matchday Four     |     |                   |
| Anderlecht        | 0–2 | Real Madrid       |
| Lokomotiv Moscova | 0–1 | Roma              |
| Matchday Five     |     |                   |
| Real Madrid       | 1–1 | Roma              |
| Anderlecht        | 1–5 | Lokomotiv Moscova |
| Matchday Six      |     |                   |
| Lokomotiv Moscova | 2–0 | Real Madrid       |
| Roma              | 1–1 | Anderlecht        |

### Group B
| Team        | Pld | W | D | L | GF | GA | GD | Pts |
| ----------- | --- | - | - | - | -- | -- | -- | --- |
| Liverpool   | 6   | 3 | 3 | 0 | 7  | 3  | +4 | 12  |
| Boavista    | 6   | 2 | 2 | 2 | 8  | 7  | +1 | 8   |
| Dortmund    | 6   | 2 | 2 | 2 | 6  | 7  | -1 | 8   |
| Dinamo Kiev | 6   | 1 | 1 | 4 | 5  | 9  | -4 | 4   |

| Matchday One      |     |                   |
| Dynamo Kyiv       | 2–2 | Borussia Dortmund |
| Liverpool         | 1–1 | Boavista          |
| Matchday Two      |     |                   |
| Borussia Dortmund | 0–0 | Liverpool         |
| Boavista          | 3–1 | Dynamo Kyiv       |
| Matchday Three    |     |                   |
| Boavista          | 2–1 | Borussia Dortmund |
| Liverpool         | 1–0 | Dynamo Kyiv       |
| Matchday Four     |     |                   |
| Borussia Dortmund | 2–1 | Boavista          |
| Dynamo Kyiv       | 1–2 | Liverpool         |
| Matchday Five     |     |                   |
| Boavista          | 1–1 | Liverpool         |
| Borussia Dortmund | 1–0 | Dynamo Kyiv       |
| Matchday Six      |     |                   |
| Liverpool         | 2–0 | Borussia Dortmund |
| Dynamo Kyiv       | 1–0 | Boavista          |

### Group C
| Team          | Pld | W | D | L | GF | GA | GD | Pts |
| ------------- | --- | - | - | - | -- | -- | -- | --- |
| Panathinaikos | 6   | 4 | 0 | 2 | 8  | 3  | +5 | 12  |
| Arsenal       | 6   | 3 | 0 | 3 | 9  | 9  | 0  | 9   |
| Mallorca      | 6   | 3 | 0 | 3 | 4  | 9  | -5 | 9   |
| Schalke 04    | 6   | 2 | 0 | 4 | 9  | 9  | 0  | 6   |

| Matchday One   |     |               |
| Schalke 04     | 0–2 | Panathinaikos |
| Mallorca       | 1–0 | Arsenal       |
| Matchday Two   |     |               |
| Panathinaikos  | 2–0 | Mallorca      |
| Arsenal        | 3–2 | Schalke 04    |
| Matchday Three |     |               |
| Panathinaikos  | 1–0 | Arsenal       |
| Schalke 04     | 0–1 | Mallorca      |
| Matchday Four  |     |               |
| Arsenal        | 2–1 | Panathinaikos |
| Mallorca       | 0–4 | Schalke 04    |
| Matchday Five  |     |               |
| Panathinaikos  | 2–0 | Schalke 04    |
| Arsenal        | 3–1 | Mallorca      |
| Matchday Six   |     |               |
| Schalke 04     | 3–1 | Arsenal       |
| Mallorca       | 1–0 | Panathinaikos |

### Group D
| Team        | Pld | W | D | L | GF | GA | GD | Pts |
| ----------- | --- | - | - | - | -- | -- | -- | --- |
| Nantes      | 6   | 3 | 2 | 1 | 8  | 3  | +5 | 11  |
| Galatasaray | 6   | 3 | 1 | 2 | 5  | 4  | +1 | 10  |
| PSV         | 6   | 2 | 1 | 3 | 6  | 9  | -3 | 7   |
| Lazio       | 6   | 2 | 0 | 4 | 4  | 7  | -3 | 6   |

| Matchday One   |     |             |
| Nantes         | 4–1 | PSV         |
| Galatasaray    | 1–0 | Lazio       |
| Matchday Two   |     |             |
| Lazio          | 1–3 | Nantes      |
| PSV            | 3–1 | Galatasaray |
| Matchday Three |     |             |
| PSV            | 1–0 | Lazio       |
| Nantes         | 0–1 | Galatasaray |
| Matchday Four  |     |             |
| Lazio          | 2–1 | PSV         |
| Galatasaray    | 0–0 | Nantes      |
| Matchday Five  |     |             |
| PSV            | 0–0 | Nantes      |
| Lazio          | 1–0 | Galatasaray |
| Matchday Six   |     |             |
| Nantes         | 1–0 | Lazio       |
| Galatasaray    | 2–0 | PSV         |

### Group E
| Team      | Pld | W | D | L | GF | GA | GD | Pts |
| --------- | --- | - | - | - | -- | -- | -- | --- |
| Juventus  | 6   | 3 | 2 | 1 | 11 | 8  | +3 | 11  |
| Porto     | 6   | 3 | 1 | 2 | 7  | 5  | +2 | 10  |
| Celtic    | 6   | 3 | 0 | 3 | 8  | 11 | -3 | 9   |
| Rosenborg | 6   | 1 | 1 | 4 | 4  | 6  | -2 | 4   |

| Matchday One   |     |           |
| Rosenborg      | 1–2 | Porto     |
| Juventus       | 3–2 | Celtic    |
| Matchday Two   |     |           |
| Rosenborg      | 1–1 | Juventus  |
| Celtic         | 1–0 | Porto     |
| Matchday Three |     |           |
| Celtic         | 1–0 | Rosenborg |
| Porto          | 0–0 | Juventus  |
| Matchday Four  |     |           |
| Porto          | 3–0 | Celtic    |
| Juventus       | 1–0 | Rosenborg |
| Matchday Five  |     |           |
| Rosenborg      | 2–0 | Celtic    |
| Juventus       | 3–1 | Porto     |
| Matchday Six   |     |           |
| Porto          | 1–0 | Rosenborg |
| Celtic         | 4–3 | Juventus  |

### Group F
| Team       | Pld | W | D | L | GF | GA | GD | Pts |
| ---------- | --- | - | - | - | -- | -- | -- | --- |
| Barcelona  | 6   | 5 | 0 | 1 | 12 | 5  | +7 | 15  |
| Leverkusen | 6   | 4 | 0 | 2 | 10 | 9  | +1 | 12  |
| Lyon       | 6   | 3 | 0 | 3 | 10 | 9  | +1 | 9   |
| Fenerbahçe | 6   | 0 | 0 | 6 | 3  | 12 | -9 | 0   |

| Matchday One     |     |                  |
| Lyon             | 0–1 | Bayer Leverkusen |
| Fenerbahçe       | 0–3 | Barcelona        |
| Matchday Two     |     |                  |
| Fenerbahçe       | 0–1 | Lyon             |
| Bayer Leverkusen | 2–1 | Barcelona        |
| Matchday Three   |     |                  |
| Barcelona        | 2–0 | Lyon             |
| Bayer Leverkusen | 2–1 | Fenerbahçe       |
| Matchday Four    |     |                  |
| Barcelona        | 2–1 | Bayer Leverkusen |
| Lyon             | 3–1 | Fenerbahçe       |
| Matchday Five    |     |                  |
| Fenerbahçe       | 1–2 | Bayer Leverkusen |
| Lyon             | 2–3 | Barcelona        |
| Matchday Six     |     |                  |
| Barcelona        | 1–0 | Fenerbahçe       |
| Bayer Leverkusen | 2–4 | Lyon             |

### Group G
| Team              | Pld | W | D | L | GF | GA | GD | Pts |
| ----------------- | --- | - | - | - | -- | -- | -- | --- |
| Manchester United | 6   | 3 | 1 | 2 | 10 | 6  | +4 | 10  |
| La Coruña         | 6   | 2 | 4 | 0 | 10 | 8  | +2 | 10  |
| Lille             | 6   | 1 | 3 | 2 | 7  | 7  | 0  | 6   |
| Olympiacos        | 6   | 1 | 2 | 3 | 6  | 12 | -6 | 5   |

| Matchday One        |     |                     |
| Deportivo La Coruña | 2–2 | Olympiacos          |
| Manchester United   | 1–0 | Lille               |
| Matchday Two        |     |                     |
| Deportivo La Coruña | 2–1 | Manchester United   |
| Lille               | 3–1 | Olympiacos          |
| Matchday Three      |     |                     |
| Olympiacos          | 0–2 | Manchester United   |
| Lille               | 1–1 | Deportivo La Coruña |
| Matchday Four       |     |                     |
| Olympiacos          | 2–1 | Lille               |
| Manchester United   | 2–3 | Deportivo La Coruña |
| Matchday Five       |     |                     |
| Deportivo La Coruña | 1–1 | Lille               |
| Manchester United   | 3–0 | Olympiacos          |
| Matchday Six        |     |                     |
| Olympiacos          | 1–1 | Deportivo La Coruña |
| Lille               | 1–1 | Manchester United   |

### Group H
| Team         | Pld | W | D | L | GF | GA | GD | Pts |
| ------------ | --- | - | - | - | -- | -- | -- | --- |
| Bayern       | 6   | 4 | 2 | 0 | 14 | 5  | +9 | 14  |
| Sparta Praga | 6   | 3 | 2 | 1 | 10 | 3  | +7 | 11  |
| Feyenoord    | 6   | 1 | 2 | 3 | 7  | 14 | -7 | 5   |
| Spartak Mos. | 6   | 0 | 2 | 4 | 7  | 16 | -9 | 2   |

| Matchday One    |     |                 |
| Spartak Moscova | 2–2 | Feyenoord       |
| Bayern München  | 0–0 | Sparta Praga    |
| Matchday Two    |     |                 |
| Spartak Moscova | 1–3 | Bayern München  |
| Sparta Praga    | 4–0 | Feyenoord       |
| Matchday Three  |     |                 |
| Feyenoord       | 2–2 | Bayern München  |
| Sparta Praga    | 2–0 | Spartak Moscova |
| Matchday Four   |     |                 |
| Bayern München  | 5–1 | Spartak Moscova |
| Feyenoord       | 0–2 | Sparta Praga    |
| Matchday Five   |     |                 |
| Bayern München  | 3–1 | Feyenoord       |
| Spartak Moscova | 2–2 | Sparta Praga    |
| Matchday Six    |     |                 |
| Feyenoord       | 2–1 | Spartak Moscova |
| Sparta Praga    | 0–1 | Bayern München  |

## Second group stage
Eight winners and eight runners up from the first group stage were drawn into 4 groups of 4 teams each, each containing two group winners and two runners-up. Teams from the same country or from the same first round group cannot be drawn together. The top 2 teams in each group advance to the quarter finals.
| Key to colours in group tables                                                            |
| ----------------------------------------------------------------------------------------- |
| Teams that progressed to the Quarter-finals are indicated in bold type                    |
| Teams eliminated from European competitions for the season are indicated in plain italics |

### Group A
| Team              | Pld | W | D | L | GF | GA | GD  | Pts |
| ----------------- | --- | - | - | - | -- | -- | --- | --- |
| Manchester United | 6   | 3 | 3 | 0 | 13 | 3  | +10 | 12  |
| Bayern            | 6   | 3 | 3 | 0 | 5  | 2  | +3  | 12  |
| Boavista          | 6   | 1 | 2 | 3 | 2  | 8  | -6  | 5   |
| Nantes            | 6   | 0 | 2 | 4 | 4  | 11 | -7  | 2   |

| Matchday One      |     |                   |
| Bayern München    | 1–1 | Manchester United |
| Boavista          | 1–0 | Nantes            |
| Matchday Two      |     |                   |
| Manchester United | 3–0 | Boavista          |
| Nantes            | 0–1 | Bayern München    |
| Matchday Three    |     |                   |
| Boavista          | 0–0 | Bayern München    |
| Nantes            | 1–1 | Manchester United |
| Matchday Four     |     |                   |
| Bayern München    | 1–0 | Boavista          |
| Manchester United | 5–1 | Nantes            |
| Matchday Five     |     |                   |
| Manchester United | 0–0 | Bayern            |
| Nantes            | 1–1 | Boavista          |
| Matchday Six      |     |                   |
| Boavista          | 0–3 | Manchester United |
| Bayern München    | 2–1 | Nantes            |

### Group B
| Team        | Pld | W | D | L | GF | GA | GD | Pts |
| ----------- | --- | - | - | - | -- | -- | -- | --- |
| Barcelona   | 6   | 2 | 3 | 1 | 7  | 7  | 0  | 9   |
| Liverpool   | 6   | 1 | 4 | 1 | 4  | 4  | 0  | 7   |
| Roma        | 6   | 1 | 4 | 1 | 6  | 5  | +1 | 7   |
| Galatasaray | 6   | 0 | 5 | 1 | 5  | 6  | -1 | 5   |

| Matchday One   |     |             |
| Galatasaray    | 1–1 | Roma        |
| Liverpool      | 1–3 | Barcelona   |
| Matchday Two   |     |             |
| Roma           | 0–0 | Liverpool   |
| Barcelona      | 2–2 | Galatasaray |
| Matchday Three |     |             |
| Liverpool      | 0–0 | Galatasaray |
| Barcelona      | 1–1 | Roma        |
| Matchday Four  |     |             |
| Galatasaray    | 1–1 | Liverpool   |
| Roma           | 3–0 | Barcelona   |
| Matchday Five  |     |             |
| Roma           | 1–1 | Galatasaray |
| Barcelona      | 0–0 | Liverpool   |
| Matchday Six   |     |             |
| Liverpool      | 2–0 | Roma        |
| Galatasaray    | 0–1 | Barcelona   |

### Group C
| Team          | Pld | W | D | L | GF | GA | GD | Pts |
| ------------- | --- | - | - | - | -- | -- | -- | --- |
| Real Madrid   | 6   | 5 | 1 | 0 | 14 | 5  | +9 | 16  |
| Panathinaikos | 6   | 2 | 2 | 2 | 7  | 8  | -1 | 8   |
| Sparta Praga  | 6   | 2 | 0 | 4 | 6  | 10 | -4 | 6   |
| Porto         | 6   | 1 | 1 | 4 | 3  | 7  | -4 | 4   |

| Matchday One   |     |               |
| Panathinaikos  | 0–0 | Porto         |
| Sparta Praga   | 2–3 | Real Madrid   |
| Matchday Two   |     |               |
| Porto          | 0–1 | Sparta Praga  |
| Real Madrid    | 3–0 | Panathinaikos |
| Matchday Three |     |               |
| Sparta Praga   | 0–2 | Panathinaikos |
| Real Madrid    | 1–0 | Porto         |
| Matchday Four  |     |               |
| Panathinaikos  | 2–1 | Sparta Praga  |
| Porto          | 1–2 | Real Madrid   |
| Matchday Five  |     |               |
| Porto          | 2–1 | Panathinaikos |
| Real Madrid    | 3–0 | Sparta Praga  |
| Matchday Six   |     |               |
| Sparta Praga   | 2–0 | Porto         |
| Panathinaikos  | 2–2 | Real Madrid   |

### Group D
| Team       | Pld | W | D | L | GF | GA | GD | Pts |
| ---------- | --- | - | - | - | -- | -- | -- | --- |
| Leverkusen | 6   | 3 | 1 | 2 | 11 | 11 | 0  | 10  |
| La Coruña  | 6   | 3 | 1 | 2 | 7  | 6  | +1 | 10  |
| Arsenal    | 6   | 2 | 1 | 3 | 8  | 8  | 0  | 7   |
| Juventus   | 6   | 2 | 1 | 3 | 7  | 8  | -1 | 7   |

| Matchday One        |     |                     |
| Deportivo La Coruña | 2–0 | Arsenal             |
| Juventus            | 4–0 | Bayer Leverkusen    |
| Matchday Two        |     |                     |
| Arsenal             | 3–1 | Juventus            |
| Bayer Leverkusen    | 3–0 | Deportivo La Coruña |
| Matchday Three      |     |                     |
| Juventus            | 0–0 | Deportivo La Coruña |
| Bayer Leverkusen    | 1–1 | Arsenal             |
| Matchday Four       |     |                     |
| Deportivo La Coruña | 2–0 | Juventus            |
| Arsenal             | 4–1 | Bayer Leverkusen    |
| Matchday Five       |     |                     |
| Arsenal             | 0–2 | Deportivo La Coruña |
| Bayer Leverkusen    | 3–1 | Juventus            |
| Matchday Six        |     |                     |
| Juventus            | 1–0 | Arsenal             |
| Deportivo La Coruña | 1–3 | Bayer Leverkusen    |

## Knockout stage

### Bracket
|  | Quarterfinals | Quarterfinals       | Quarterfinals | Quarterfinals        | Quarterfinals |   |        | Semifinals        | Semifinals | Semifinals | Semifinals | Semifinals |  |  | Final | Final | Final | Final | Final |  |
|  |               |                     |               |                      |               |   |        |                   |            |            |            |            |  |  |       |       |       |       |       |  |
|  | Grecia        | Panathinaikos       | 1             | 1                    | 2             |   |        |                   |            |            |            |            |  |  |       |       |       |       |       |  |
|  | Grecia        | Panathinaikos       | 1             | 1                    | 2             |   |        |                   |            |            |            |            |  |  |       |       |       |       |       |  |
|  | Spania        | Barcelona           | 0             | 3                    | 3             |   |        |                   |            |            |            |            |  |  |       |       |       |       |       |  |
|  | Spania        | Barcelona           | 0             | 3                    | 3             |   | Spania | Barcelona         | 0          | 1          | 1          |            |  |  |       |       |       |       |       |  |
|  |               |                     |               |                      |               |   | Spania | Barcelona         | 0          | 1          | 1          |            |  |  |       |       |       |       |       |  |
|  |               |                     | Spania        | Real Madrid          | 2             | 1 | 3      |                   |            |            |            |            |  |  |       |       |       |       |       |  |
|  | Germania      | Bayern München      | Spania        | Real Madrid          | 2             | 1 | 3      | 2                 | 0          | 2          |            |            |  |  |       |       |       |       |       |  |
|  | Germania      | Bayern München      |               |                      |               |   |        |                   |            | 2          |            |            |  |  |       |       |       |       |       |  |
|  | Spania        | Real Madrid         | 1             | 2                    | 3             |   |        |                   |            |            |            |            |  |  |       |       |       |       |       |  |
|  | Spania        | Real Madrid         | 1             | 2                    | 3             |   | Spania | Real Madrid       | -          | 2          | 2          |            |  |  |       |       |       |       |       |  |
|  |               |                     |               |                      |               |   |        |                   |            |            |            |            |  |  |       |       |       |       |       |  |
|  |               |                     | Germania      | Bayer Leverkusen     | -             | 1 | 1      |                   |            |            |            |            |  |  |       |       |       |       |       |  |
|  | Spania        | Deportivo La Coruña | Germania      | Bayer Leverkusen     | -             | 1 | 1      | 0                 | 2          | 2          |            |            |  |  |       |       |       |       |       |  |
|  | Spania        | Deportivo La Coruña |               |                      |               |   |        |                   |            | 2          |            |            |  |  |       |       |       |       |       |  |
|  | Anglia        | Manchester United   | 2             | 3                    | 5             |   |        |                   |            |            |            |            |  |  |       |       |       |       |       |  |
|  | Anglia        | Manchester United   | 2             | 3                    | 5             |   | Anglia | Manchester United | 2          | 1          | 3          |            |  |  |       |       |       |       |       |  |
|  |               |                     |               |                      |               |   | Anglia | Manchester United | 2          | 1          | 3          |            |  |  |       |       |       |       |       |  |
|  |               |                     | Germania      | Bayer Leverkusen (a) | 2             | 1 | 3      |                   |            |            |            |            |  |  |       |       |       |       |       |  |
|  | Anglia        | Liverpool           | Germania      | Bayer Leverkusen (a) | 2             | 1 | 3      | 1                 | 2          | 3          |            |            |  |  |       |       |       |       |       |  |
|  | Anglia        | Liverpool           |               |                      |               |   |        |                   |            | 3          |            |            |  |  |       |       |       |       |       |  |
|  | Germania      | Bayer Leverkusen    | 0             | 4                    | 4             |   |        |                   |            |            |            |            |  |  |       |       |       |       |       |  |

### Quarter-finals
| Echipa 1            | Scor gen. | Echipa 2          | Tur | Retur |
| ------------------- | --------- | ----------------- | --- | ----- |
| Panathinaikos       | 2-3       | Barcelona         | 1-0 | 1-3   |
| Bayern München      | 2-3       | Real Madrid       | 2-1 | 0-2   |
| Deportivo La Coruña | 2-5       | Manchester United | 0-2 | 2-3   |
| Liverpool           | 3-4       | Bayer Leverkusen  | 1-0 | 2-4   |

#### First leg
All times Central European Time (UTC+1)
| Deportivo La Coruña | 0 – 2  | Manchester United              |
| ------------------- | ------ | ------------------------------ |
|                     | Raport | Beckham 15' van Nistelrooy 41' |

| Bayern München            | 2 – 1  | Real Madrid |
| ------------------------- | ------ | ----------- |
| Effenberg 82' Pizarro 88' | Raport | Geremi 11'  |

| Panathinaikos      | 1 – 0  | Barcelona |
| ------------------ | ------ | --------- |
| Basinas 79' (pen.) | Raport |           |

| Liverpool  | 1 – 0  | Bayer Leverkusen |
| ---------- | ------ | ---------------- |
| Hyypiä 44' | Raport |                  |

#### Second leg
All times Central European Time (UTC+1)
| Barcelona                        | 3 – 1  | Panathinaikos      |
| -------------------------------- | ------ | ------------------ |
| Luis Enrique 23' 49' Saviola 61' | Raport | M. Konstantinou 8' |

| Bayer Leverkusen                       | 4 – 2  | Liverpool               |
| -------------------------------------- | ------ | ----------------------- |
| Ballack 16' 64' Berbatov 68' Lúcio 84' | Raport | Xavier 42' Litmanen 79' |

| Manchester United          | 3 – 2  | Deportivo La Coruña              |
| -------------------------- | ------ | -------------------------------- |
| Solskjær 23' 56' Giggs 69' | Raport | Blanc 45' (o.g.) Djalminha 90+1' |

| Real Madrid           | 2 – 0  | Bayern München |
| --------------------- | ------ | -------------- |
| Helguera 69' Guti 85' | Raport |                |

### Semi-finals
| Echipa 1          | Scor gen. | Echipa 2         | Tur | Retur |
| ----------------- | --------- | ---------------- | --- | ----- |
| Barcelona         | 1-3       | Real Madrid      | 0-2 | 1-1   |
| Manchester United | 3-3(a)    | Bayer Leverkusen | 2-2 | 1-1   |

#### First leg
All times Central European Time (UTC+1)
| Barcelona | 0 – 2  | Real Madrid                |
| --------- | ------ | -------------------------- |
|           | Raport | Zidane 55' McManaman 90+2' |

| Manchester United                             | 2 – 2  | Bayer Leverkusen         |
| --------------------------------------------- | ------ | ------------------------ |
| Živković 29' (o.g.) van Nistelrooy 67' (pen.) | Raport | Ballack 62' Neuville 75' |

#### Second leg
All times Central European Time (UTC+1)
| Bayer Leverkusen | 1 – 1  | Manchester United |
| ---------------- | ------ | ----------------- |
| Neuville 45+2'   | Raport | Keane 28'         |

| Real Madrid | 1 – 1  | Barcelona           |
| ----------- | ------ | ------------------- |
| Raúl 43'    | Raport | Helguera 49' (o.g.) |

### Final
| Bayer Leverkusen | 1 – 2    | Real Madrid        |
| ---------------- | -------- | ------------------ |
| Lúcio 13'        | (Report) | Raúl 8' Zidane 45' |

| UEFA Champions League 2001–02 Winners |
| ------------------------------------- |
| Spania                                |
| Real Madrid C.F. Ninth Title          |